# 브로키스속
브로키스속(Brochis)은 칼리크티스과에 속하는 메기의 종류이다. 남아메리카의 나포 강, 브라질 등지에 분포한다. 브로키스속의 종들은 등지느러미 살 수가 7개인 코리도라스속과 달리, 등지느러미 살 수가 10개 이상이라는 점에서 별개의 속으로 구분되었다.

## 하위 종
- Brochis splendens
- Brochis multiradiatus
- Brochis britskii